# Agathon doanei
Agathon doanei är en tvåvingeart som först beskrevs av Kellogg 1900.  Agathon doanei ingår i släktet Agathon och familjen Blephariceridae.
Artens utbredningsområde är Kalifornien. Inga underarter finns listade i Catalogue of Life.